# Lista liderów sezonu regularnego NBA w asystach
Lista liderów sezonu regularnego NBA w asystach – poniższa lista zawiera nazwiska koszykarzy, którzy zostali liderami NBA w asystach sezon po sezonie.
W koszykówce asysta to podanie do kolegi z drużyny, które prowadzi bezpośrednio do zdobycia punktów z gry. National Basketball Association nagradza tytułem lidera w asystach zawodnika z najwyższą średnią asyst w danym sezonie. Liderów w tej kategorii statystycznej wyłania się od rozgrywek 1946/1947, kiedy to została ona wprowadzona do oficjalnych statystyk ligi, jeszcze w Basketball Association of America (BAA), prekursorce NBA. Aby zawodnik został sklasyfikowany na liście najlepiej asystujących musi wystąpić w co najmniej 70 spotkaniach (z 82) lub uzyskać w całym sezonie co najmniej 400 asyst. Te kryteria obowiązują od sezonu 1974/1975. Tytuł lidera był początkowo przyznawany na podstawie sumy uzyskanych asyst, trwało to do zakończenia rozgrywek 1968–69, następnie tytuły lidera zaczęto przyznawać w oparciu o średnią asyst.
John Stockton jest rekordzistą ligi w liczbie (1164) oraz średniej (14,54) asyst, uzyskanych w trakcie jednego sezonu. Miało to miejsce odpowiednio podczas rozgrywek 1990/1991 i 1989/1990. Mark Jackson dzierży rekord NBA pod względem liczby (868) oraz średniej asyst (10,6) uzyskanych w pojedynczym sezonie (1987/1988), jako debiutant. Wśród aktywnych zawodników Chris Paul legitymuje się najwyższą liczbą asyst (925), uzyskanych w pojedynczym sezonie (2007/2008), a Rajon Rondo najwyższą średnią (11,7 – 2011/2012).
Stockton uzyskał najwięcej w historii tytułów lidera NBA w asystach (9). Bob Cousy zostawał liderem ośmiokrotnie, Oscar Robertson sześciokrotnie, Jason Kidd i Nash pięciokrotnie, Kevin Porter i Earvin „Magic” Johnson czterokrotnie Chris Paul, Andy Phillip, Guy Rodgers i Rajon Rondo dwukrotnie. Stockton jest również rekordzistą pod względem liczby tytułów lidera, uzyskanych z rzędu (9). Trzech zawodników uzyskało podczas tych samych rozgrywek tytuł lidera oraz mistrzostwo NBA, byli to: Cousy w 1957 i od 1959 do 1960 z Boston Celtics; Jerry West w 1972 z Los Angeles Lakers; Johnson w 1987 z Lakers.

## Liderzy w asystach
(Stan na zakończenie rozgrywek 2020/2021)

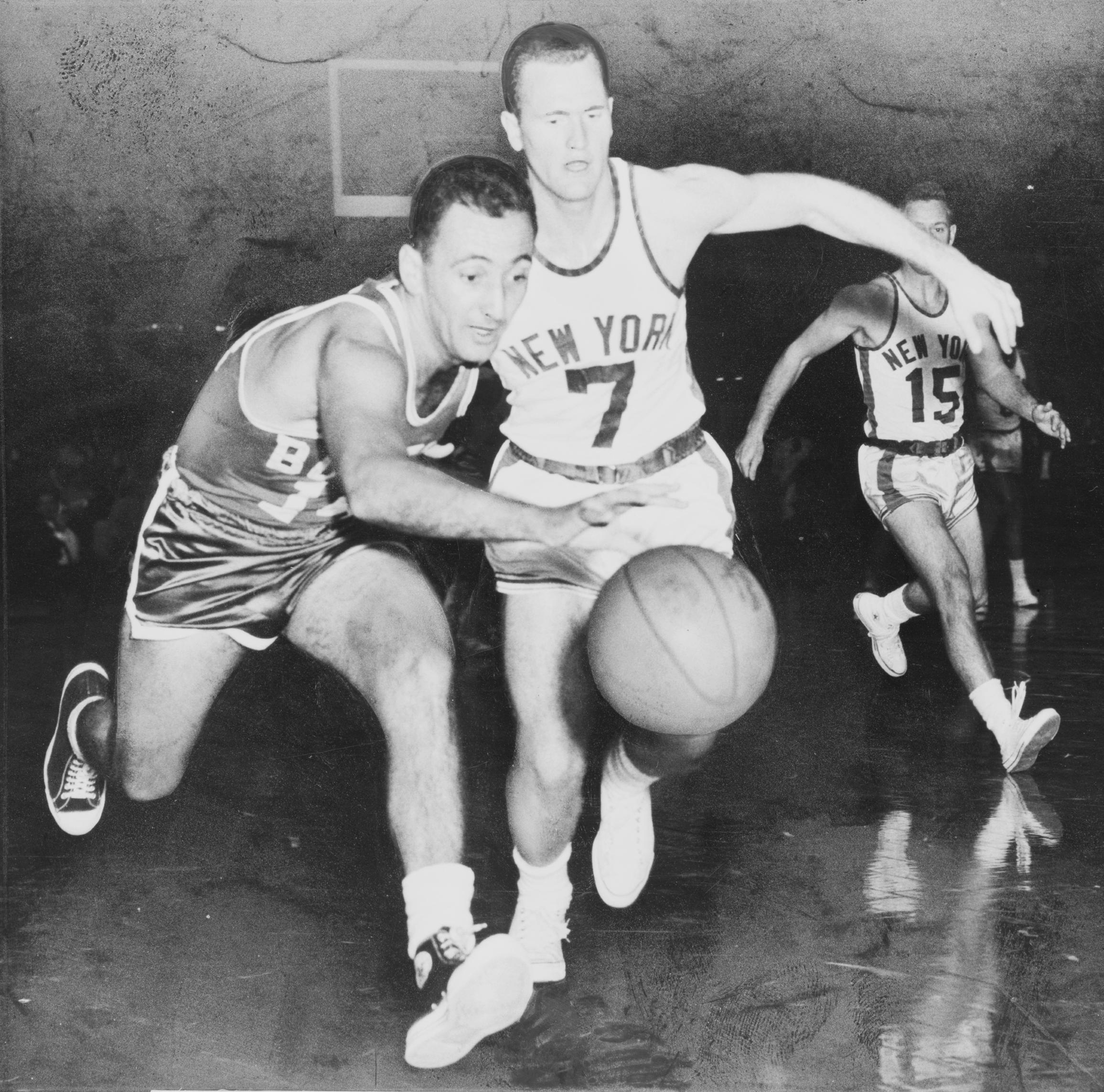
Bob Cousy (po lewej) był liderem lig pod względem asyst w latach 1953–1960.

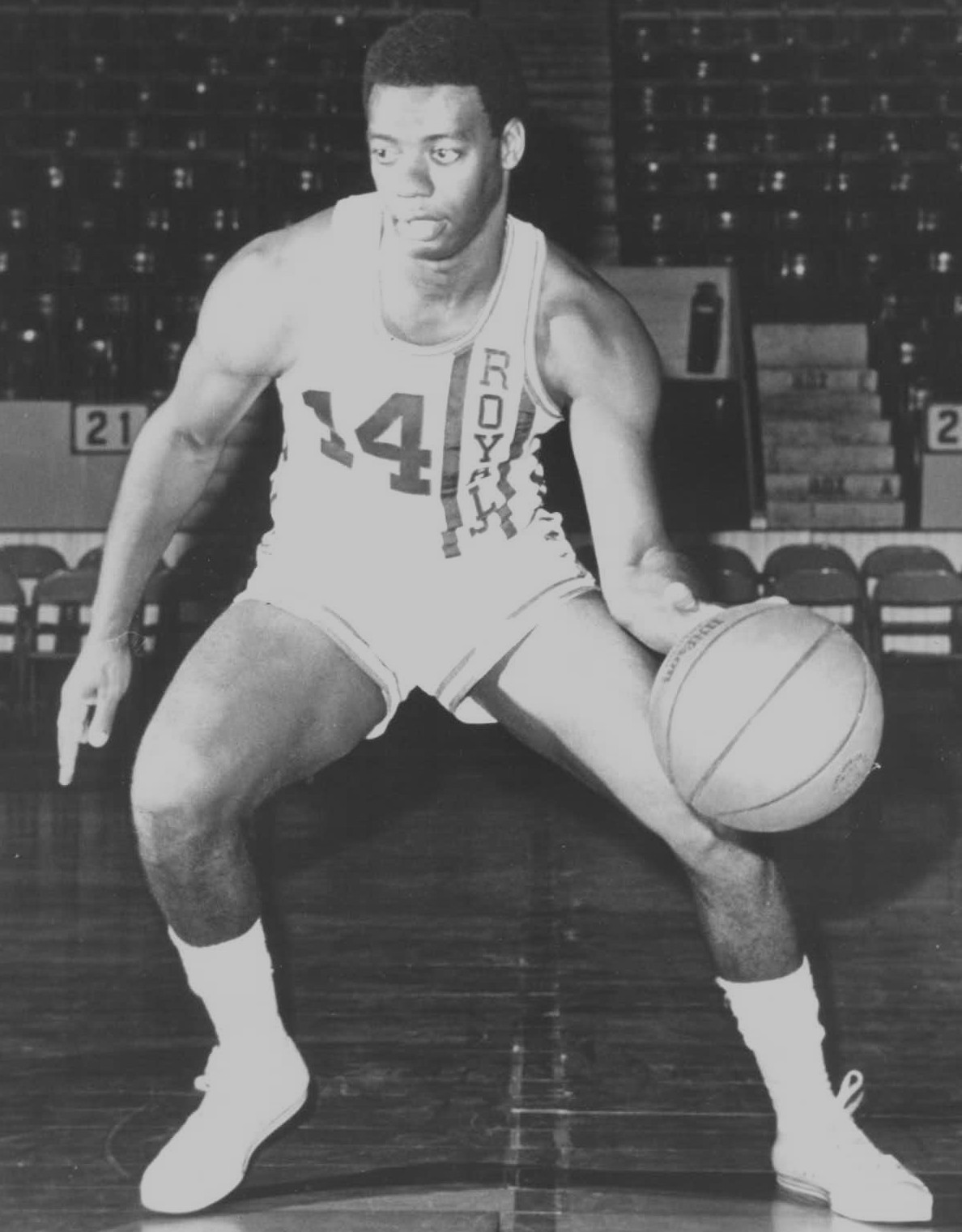
Oscar Robertson przewodził NBA w asystach sześciokrotnie.

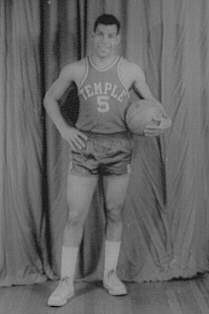
Guy Rodgers został liderem w 1963 i 1967 roku.

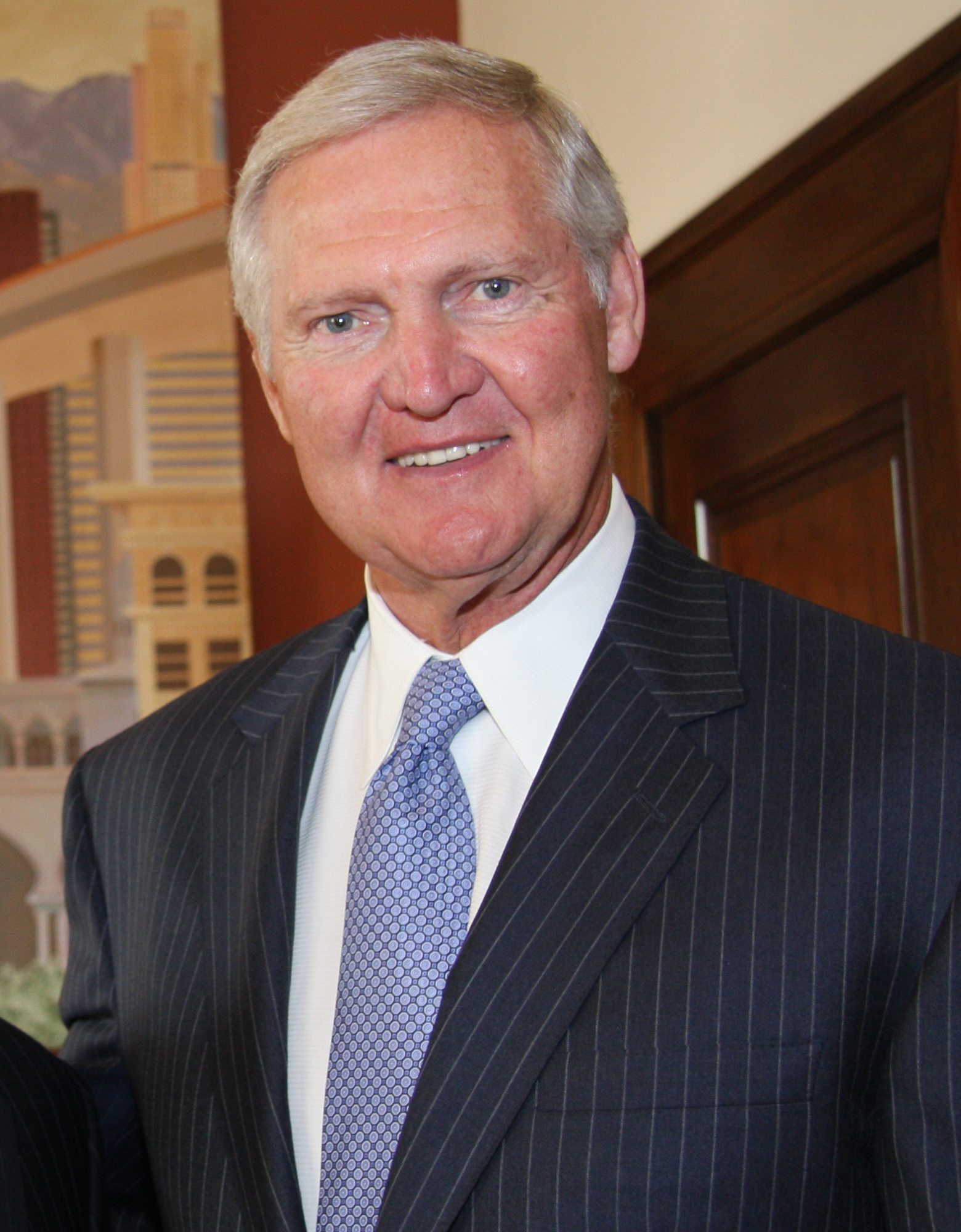
Jerry West – lider z 1972 roku.

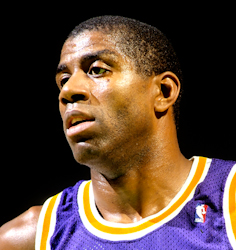
Earvin „Magic” Johnson – lider w 1983, 1984, 1986 i 1987 roku.

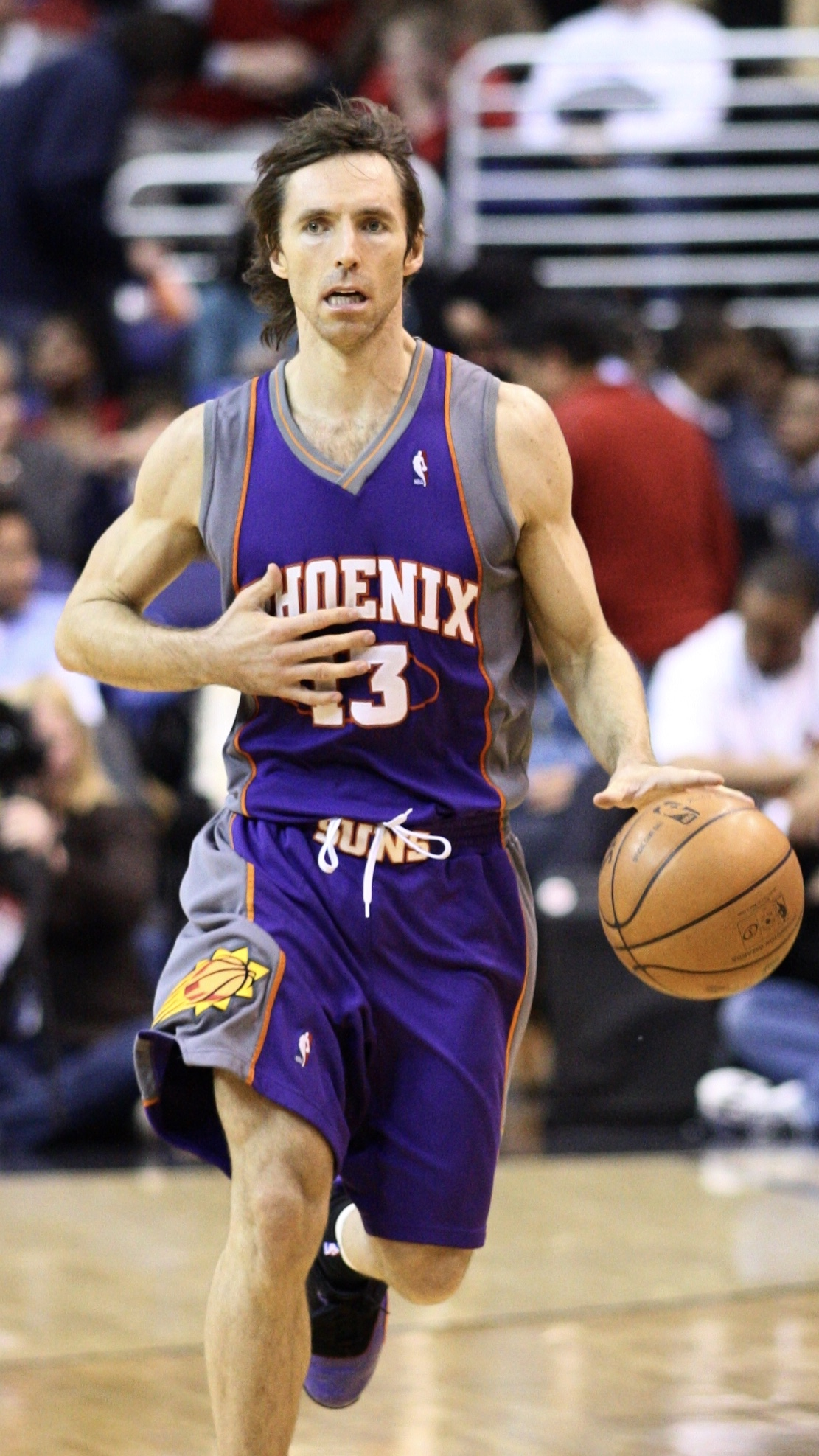
Steve Nash został liderem NBA w asystach w latach 2005–2007 i 2010–2011.

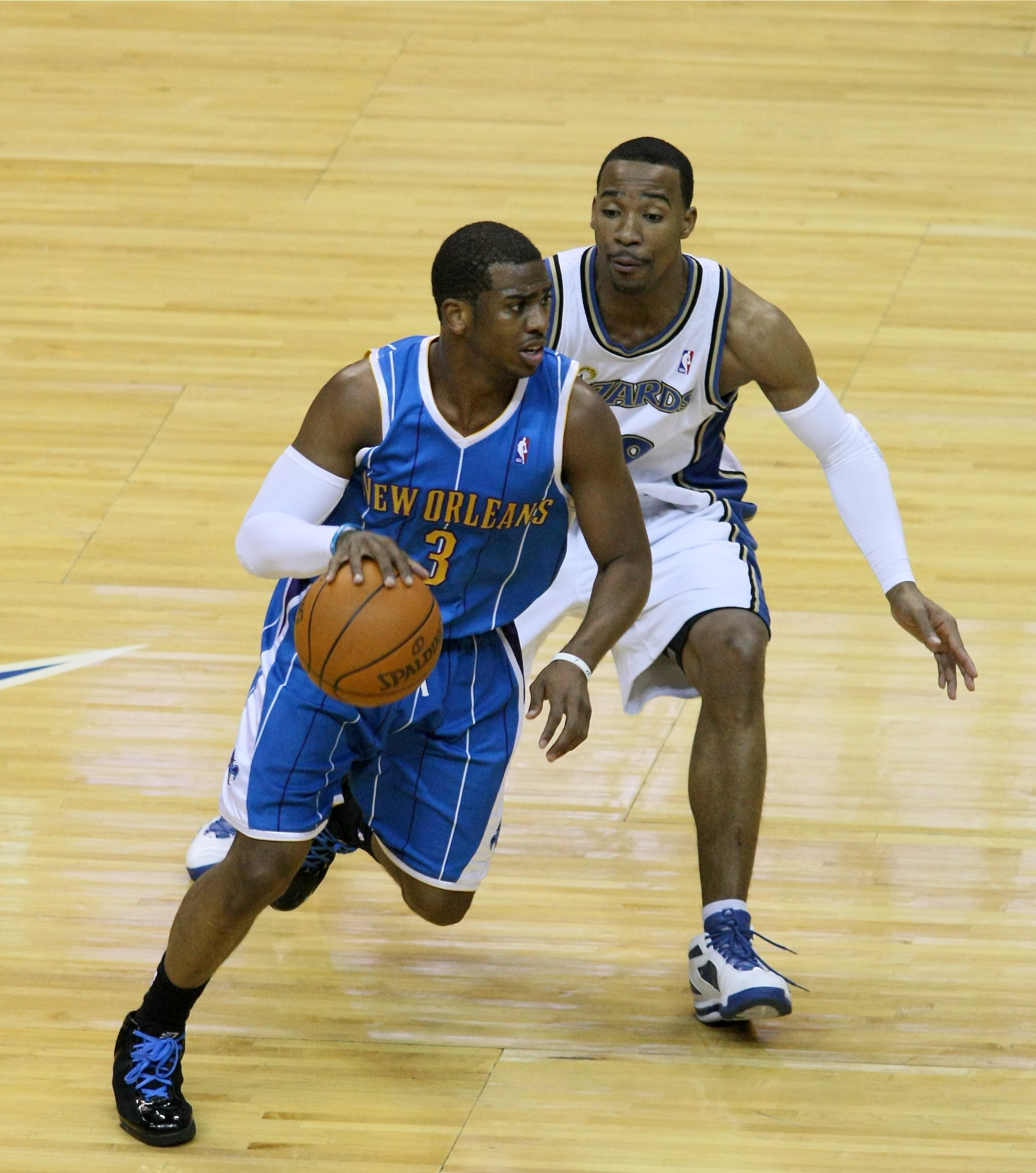
Chris Paul przewodził lidze pod względem asystach w latach 2008–2009 i 2014–2015.

| ^            | ^            | Oznacza nadal aktywnego zawodnika NBA                                                   | Oznacza nadal aktywnego zawodnika NBA                                                   | Oznacza nadal aktywnego zawodnika NBA                                                   | Oznacza nadal aktywnego zawodnika NBA                                                   | Oznacza nadal aktywnego zawodnika NBA                                                   |
| *            | *            | Członek Koszykarskiej Galerii Sław im. Jamesa Naismitha                                 | Członek Koszykarskiej Galerii Sław im. Jamesa Naismitha                                 | Członek Koszykarskiej Galerii Sław im. Jamesa Naismitha                                 | Członek Koszykarskiej Galerii Sław im. Jamesa Naismitha                                 | Członek Koszykarskiej Galerii Sław im. Jamesa Naismitha                                 |
|              |              | Oznacza zawodnika, który otrzymał tytuł MVP w tym samym sezonie                         |                                                                                         |                                                                                         |                                                                                         |                                                                                         |
| Zawodnik (X) | Zawodnik (X) | Cyfra w nawiasie oznacza tytuły lidera w asystach, uzyskane przez tego samego zawodnika | Cyfra w nawiasie oznacza tytuły lidera w asystach, uzyskane przez tego samego zawodnika | Cyfra w nawiasie oznacza tytuły lidera w asystach, uzyskane przez tego samego zawodnika | Cyfra w nawiasie oznacza tytuły lidera w asystach, uzyskane przez tego samego zawodnika | Cyfra w nawiasie oznacza tytuły lidera w asystach, uzyskane przez tego samego zawodnika |
| G            | Obrońca      | Obrońca                                                                                 | F                                                                                       | Skrzydłowy                                                                              | C                                                                                       | Środkowy                                                                                |

| Sezon     | Zawodnik                    | Poz. | Zespół                          | Gry | Suma asyst | Średnia asyst | Przyp.              |
| --------- | --------------------------- | ---- | ------------------------------- | --- | ---------- | ------------- | ------------------- |
| 1946/1947 | Ernie Calverley             | G    | Providence Steamrollers         | 59  | 202        | 3,42          | [ 5 ] [ 6 ]         |
| 1947/1948 | Howie Dallmar               | F    | Philadelphia Warriors           | 48  | 120        | 2,5           | [ 5 ] [ 7 ]         |
| 1948/1949 | Bob Davies*                 | G/F  | Rochester Royals                | 60  | 321        | 5,35          | [ 5 ] [ 8 ]         |
| 1949/1950 | Dick McGuire*               | G    | New York Knicks                 | 68  | 386        | 5,68          | [ 5 ] [ 9 ]         |
| 1950/1951 | Andy Phillip*               | G/F  | Philadelphia Warriors           | 66  | 414        | 6,27          | [ 5 ] [ 10 ]        |
| 1951/1952 | Andy Phillip* (2)           | G/F  | Philadelphia Warriors           | 66  | 539        | 8,17          | [ 5 ] [ 10 ]        |
| 1952/1953 | Bob Cousy*                  | G    | Boston Celtics                  | 71  | 547        | 7,7           | [ 5 ] [ 11 ]        |
| 1953/1954 | Bob Cousy* (2)              | G    | Boston Celtics                  | 72  | 518        | 7,19          | [ 5 ] [ 11 ]        |
| 1954/1955 | Bob Cousy* (3)              | G    | Boston Celtics                  | 71  | 557        | 7,85          | [ 5 ] [ 11 ]        |
| 1955/1956 | Bob Cousy* (4)              | G    | Boston Celtics                  | 72  | 642        | 8,92          | [ 5 ] [ 11 ]        |
| 1956/1957 | Bob Cousy* (5)              | G    | Boston Celtics                  | 64  | 478        | 7,47          | [ 5 ] [ 11 ]        |
| 1957/1958 | Bob Cousy* (6)              | G    | Boston Celtics                  | 65  | 463        | 7,12          | [ 5 ] [ 11 ]        |
| 1958/1959 | Bob Cousy* (7)              | G    | Boston Celtics                  | 65  | 557        | 8,57          | [ 5 ] [ 11 ]        |
| 1959/1960 | Bob Cousy* (8)              | G    | Boston Celtics                  | 75  | 715        | 9,53          | [ 5 ] [ 11 ]        |
| 1960/1961 | Oscar Robertson*            | G    | Cincinnati Royals               | 71  | 690        | 9,72          | [ 5 ] [ 12 ]        |
| 1961/1962 | Oscar Robertson* (2)        | G    | Cincinnati Royals               | 79  | 899        | 11,38         | [ 5 ] [ 12 ]        |
| 1962/1963 | Guy Rodgers*                | G    | San Francisco Warriors          | 79  | 825        | 10,44         | [ 5 ] [ 13 ]        |
| 1963/1964 | Oscar Robertson* (3)        | G    | Cincinnati Royals               | 79  | 868        | 10,99         | [ 5 ] [ 12 ]        |
| 1964/1965 | Oscar Robertson* (4)        | G    | Cincinnati Royals               | 75  | 861        | 11,48         | [ 5 ] [ 12 ]        |
| 1965/1966 | Oscar Robertson* (5)        | G    | Cincinnati Royals               | 76  | 847        | 11,14         | [ 5 ] [ 12 ]        |
| 1966/1967 | Guy Rodgers* (2)            | G    | Chicago Bulls                   | 81  | 908        | 11,21         | [ 5 ] [ 13 ]        |
| 1967/1968 | Wilt Chamberlain*           | C    | Philadelphia 76ers              | 82  | 702        | 8,56          | [ 5 ] [ 14 ]        |
| 1968/1969 | Oscar Robertson* (6)        | G    | Cincinnati Royals               | 79  | 772        | 9,77          | [ 5 ] [ 12 ]        |
| 1969/1970 | Lenny Wilkens*              | G    | Seattle SuperSonics             | 75  | 683        | 9,11          | [ 5 ] [ 15 ] [ 16 ] |
| 1970/1971 | Norm Van Lier               | G    | Cincinnati Royals               | 82  | 832        | 10,15         | [ 5 ] [ 17 ] [ 18 ] |
| 1971/1972 | Jerry West*                 | G    | Los Angeles Lakers              | 77  | 747        | 9,7           | [ 5 ] [ 19 ] [ 20 ] |
| 1972/1973 | Nate „Tiny” Archibald*      | G    | Kansas City-Omaha Kings         | 80  | 910        | 11,38         | [ 5 ] [ 21 ] [ 22 ] |
| 1973/1974 | Ernie DiGregorio            | G    | Buffalo Braves                  | 81  | 663        | 8,19          | [ 5 ] [ 23 ] [ 24 ] |
| 1974/1975 | Kevin Porter                | G    | Washington Bullets              | 81  | 650        | 8,02          | [ 5 ] [ 25 ] [ 26 ] |
| 1975/1976 | Don „Slick” Watts           | G    | Seattle SuperSonics             | 82  | 661        | 8,06          | [ 5 ] [ 27 ] [ 28 ] |
| 1976/1977 | Don Buse                    | G    | Indiana Pacers                  | 81  | 685        | 8,46          | [ 5 ] [ 29 ] [ 30 ] |
| 1977/1978 | Kevin Porter (2)            | G    | Detroit Pistons New Jersey Nets | 82  | 837        | 10,21         | [ 5 ] [ 26 ] [ 31 ] |
| 1978/1979 | Kevin Porter (3)            | G    | Detroit Pistons                 | 82  | 1099       | 13,4          | [ 5 ] [ 26 ] [ 32 ] |
| 1979/1980 | Micheal Ray Richardson      | G/F  | New York Knicks                 | 82  | 835        | 10,15         | [ 5 ] [ 33 ] [ 34 ] |
| 1980/1981 | Kevin Porter (4)            | G    | Washington Bullets              | 81  | 734        | 9,06          | [ 5 ] [ 26 ] [ 35 ] |
| 1981/1982 | Johnny Moore                | G    | San Antonio Spurs               | 79  | 762        | 9,65          | [ 5 ] [ 36 ] [ 37 ] |
| 1982/1983 | Earvin „Magic” Johnson*     | G    | Los Angeles Lakers              | 79  | 829        | 10,49         | [ 5 ] [ 38 ] [ 39 ] |
| 1983/1984 | Earvin „Magic” Johnson* (2) | G    | Los Angeles Lakers              | 67  | 875        | 13,06         | [ 5 ] [ 39 ] [ 40 ] |
| 1984/1985 | Isiah Thomas*               | G    | Detroit Pistons                 | 81  | 1123       | 13,86         | [ 5 ] [ 41 ] [ 42 ] |
| 1985/1986 | Earvin „Magic” Johnson* (3) | G    | Los Angeles Lakers              | 72  | 907        | 12,6          | [ 5 ] [ 39 ] [ 43 ] |
| 1986/1987 | Earvin „Magic” Johnson* (4) | G    | Los Angeles Lakers              | 80  | 977        | 12,21         | [ 5 ] [ 39 ] [ 44 ] |
| 1987/1988 | John Stockton*              | G    | Utah Jazz                       | 82  | 1128       | 13,76         | [ 5 ] [ 45 ] [ 46 ] |
| 1988/1989 | John Stockton* (2)          | G    | Utah Jazz                       | 82  | 1118       | 13,63         | [ 5 ] [ 46 ] [ 47 ] |
| 1989/1990 | John Stockton* (3)          | G    | Utah Jazz                       | 78  | 1134       | 14,54         | [ 5 ] [ 46 ] [ 48 ] |
| 1990/1991 | John Stockton* (4)          | G    | Utah Jazz                       | 82  | 1164       | 14,2          | [ 5 ] [ 46 ] [ 49 ] |
| 1991/1992 | John Stockton* (5)          | G    | Utah Jazz                       | 82  | 1126       | 13,73         | [ 5 ] [ 46 ] [ 50 ] |
| 1992/1993 | John Stockton* (6)          | G    | Utah Jazz                       | 82  | 987        | 12,04         | [ 5 ] [ 46 ] [ 51 ] |
| 1993/1994 | John Stockton* (7)          | G    | Utah Jazz                       | 82  | 1031       | 12,57         | [ 5 ] [ 46 ] [ 52 ] |
| 1994/1995 | John Stockton* (8)          | G    | Utah Jazz                       | 82  | 1011       | 12,33         | [ 5 ] [ 46 ] [ 53 ] |
| 1995/1996 | John Stockton* (9)          | G    | Utah Jazz                       | 82  | 916        | 11,17         | [ 5 ] [ 46 ] [ 54 ] |
| 1996/1997 | Mark Jackson                | G    | Denver Nuggets Indiana Pacers   | 82  | 935        | 11,4          | [ 5 ] [ 55 ] [ 56 ] |
| 1997/1998 | Rod Strickland              | G    | Washington Wizards              | 76  | 801        | 10,54         | [ 5 ] [ 57 ] [ 58 ] |
| 1998/1999 | Jason Kidd                  | G    | Phoenix Suns                    | 50  | 539        | 10,78         | [ 5 ] [ 60 ] [ 61 ] |
| 1999/2000 | Jason Kidd (2)              | G    | Phoenix Suns                    | 67  | 678        | 10,12         | [ 5 ] [ 61 ] [ 62 ] |
| 2000/2001 | Jason Kidd (3)              | G    | Phoenix Suns                    | 77  | 753        | 9,78          | [ 5 ] [ 61 ] [ 63 ] |
| 2001/2002 | Andre Miller                | G    | Cleveland Cavaliers             | 81  | 882        | 10,89         | [ 5 ] [ 64 ]        |
| 2002/2003 | Jason Kidd (4)              | G    | New Jersey Nets                 | 80  | 711        | 8,89          | [ 5 ] [ 61 ] [ 65 ] |
| 2003/2004 | Jason Kidd (5)              | G    | New Jersey Nets                 | 67  | 618        | 9,22          | [ 5 ] [ 61 ] [ 66 ] |
| 2004/2005 | Steve Nash^                 | G    | Phoenix Suns                    | 75  | 861        | 11,48         | [ 5 ] [ 67 ] [ 68 ] |
| 2005/2006 | Steve Nash^ (2)             | G    | Phoenix Suns                    | 79  | 826        | 10,46         | [ 5 ] [ 68 ] [ 69 ] |
| 2006/2007 | Steve Nash^ (3)             | G    | Phoenix Suns                    | 76  | 884        | 11,63         | [ 5 ] [ 68 ] [ 70 ] |
| 2007/2008 | Chris Paul^                 | G    | New Orleans Hornets             | 80  | 925        | 11,56         | [ 5 ] [ 71 ] [ 72 ] |
| 2008/2009 | Chris Paul^ (2)             | G    | New Orleans Hornets             | 78  | 861        | 11,04         | [ 5 ] [ 72 ]        |
| 2009/2010 | Steve Nash^ (4)             | G    | Phoenix Suns                    | 81  | 892        | 11,01         | [ 5 ] [ 68 ]        |
| 2010/2011 | Steve Nash^ (5)             | G    | Phoenix Suns                    | 74  | 845        | 11,42         | [ 5 ] [ 68 ]        |
| 2011/2012 | Rajon Rondo^                | G    | Boston Celtics                  | 53  | 620        | 11,7          | [ 5 ] [ 75 ]        |
| 2012/2013 | Rajon Rondo^ (2)            | G    | Boston Celtics                  | 38  | 420        | 11,05         | [ 5 ] [ 75 ]        |
| 2013/2014 | Chris Paul^ (3)             | G    | Los Angeles Clippers            | 62  | 663        | 10,69         | [ 72 ]              |
| 2014/2015 | Chris Paul^ (4)             | G    | Los Angeles Clippers            | 82  | 838        | 10,2          | [ 72 ]              |
| 2015/2016 | Rajon Rondo^ (3)            | G    | Sacramento Kings                | 72  | 839        | 11,7          | [ 75 ]              |
| 2016/2017 | James Harden^               | G    | Houston Rockets                 | 81  | 907        | 11,2          | [ 79 ]              |
| 2017/2018 | Russell Westbrook^          | G    | Oklahoma City Thunder           | 80  | 820        | 10,25         | [ 80 ]              |
| 2018/2019 | Russell Westbrook^ (2)      | G    | Oklahoma City Thunder           | 73  | 784        | 10,74         | [ 80 ]              |
| 2019/2020 | LeBron James^               | G/F  | Los Angeles Lakers              | 67  | 684        | 10,21         | [ 81 ]              |
| 2020/2021 | Russell Westbrook^ (3)      | G    | Washington Wizards              | 65  | 768        | 11,82         | [ 80 ]              |

## Wielokrotni liderzy
| Miejsce | Zawodnik                              | Zespół | Tytuły lidera | Lata                                                               |
| ------- | ------------------------------------- | --- | ------------- | ------------------------------------------------------------------ |
| 1       | John Stockton                         | Utah Jazz | 9             | 1988–1996                                                          |
| 2       | Bob Cousy                             | Boston Celtics | 8             | 1953–1960                                                          |
| 3       | Oscar Robertson                       | Cincinnati Royals | 6             | 1961, 1962, 1964–1966, 1969                                        |
| 4       | Jason Kidd Steve Nash                 | Phoenix Suns (3) / New Jersey Nets (2) Phoenix Suns                                                                                              | 5             | 1999–2001, 2003–2004 2005–2007, 2010, 2011                         |
| 5       | Magic Johnson Chris Paul Kevin Porter | Los Angeles Lakers New Orleans Hornets (2) / Los Angeles Clippers (2) Washington Bullets (2) / Detroit Pistons (1) / Pistons/New Jersey Nets (1) | 4             | 1983–1984, 1986–1987 2008, 2009, 2013, 2014 1975, 1978, 1979, 1981 |
| 6       | Rajon Rondo Russell Westbrook         | Boston Celtics (2) / Sacramento Kings (1) Oklahoma City Thunder (2) / Washington Wizards (2)                                                     | 3             | 2012, 2013, 2016 2018, 2019, 2021                                  |
| 7       | Andy Phillip Guy Rodgers              | Philadelphia Warriors San Francisco Warriors (1) / Chicago Bulls (1)                                                                             | 2             | 1951, 1952 1963, 1967                                              |